# 音楽 (2ちゃんねる・5ちゃんねるカテゴリ)
音楽（おんがく）は、匿名掲示板2ちゃんねる（2ちゃんねる (2ch.net)、2ちゃんねる (2ch.sc)、5ちゃんねる）の中のカテゴリの一つである。音楽に関する板がまとめられている。

## 歴史
- 1999年6月6日 - 音楽一般板新設
- 1999年7月 - 邦楽板・洋楽板・DJ・クラブ板新設
- 1999年12月12日 - 楽器・作曲板新設
- 1999年12月14日 - ジャズ・クラシック板新設
- 2000年1月3日 - HR・HM板新設
- 2000年3月21日 - アニソン等板新設
- 2000年5月1日 - ヴィジュアル系板新設
- 2000年8月8日 - ジャズ・クラシック板からクラシック板分離、ジャズ・クラシック板をジャズ板に板名変更
- 2000年11月17日 - ビートルズ板新設
- 2000年12月26日 - 吹奏楽板新設
- 2001年10月23日 - ワールド音楽板新設
- 2002年1月7日 - 音楽サロン板・懐メロ邦楽板・パンク板・伝説のミュージシャン板新設
- 2002年1月17日 - HIPHOP板新設
- 2002年1月18日 - TECHNO板新設
- 2002年4月24日 - インディーズ板新設
- 2003年10月15日 - カラオケ板新設
- 2003年10月16日 - 演歌板・ディスコ板新設
- 2004年2月5日 - 懐メロ洋楽板新設
- 2005年5月8日 - 邦楽サロン板・邦楽男性ソロ板・邦楽女性ソロ板・邦楽グループ板・洋楽サロン板・ヴィジュバンド板・ヒーリング音楽板・フュージョン板・合唱板・サントラ板・バンド板・鍵盤楽器板新設
- 2005年5月9日 - R&B・SOUL板・プログレ板・現代音楽板新設
- 2005年6月24日 - ヴィジュアル系板をヴィジュアルサロン板に板名変更
- 2007年2月9日 -  エレクトロニカ板・童謡・唱歌板新設
- 2008年12月10日 - レゲエ板新設
- 2014年7月5日 - 純邦楽板新設

## 掲示板
44個の板からなる。（2014年7月現在）

### 音楽サロン
音楽サロン板は、総合的な音楽全般の話題を扱う。2ちゃんねる上に存在する全音楽系板の玄関口とされており、主に音楽の全てのジャンルを対象した討論、雑談、ネタなどのスレッドがたてられている。書き込み数は2ちゃんねるの板の中では比較的少なめであり、近年は特に過疎化が目立つ。

### 邦楽サロン
邦楽サロン板は邦楽全般の話題や、アーティストのネタ、妄想、雑談、アンチ等を取り扱う。正式名称は『音楽サロン邦楽＠2ch掲示板』。
音楽サロン板において、邦楽の話題に限定・集中したスレッドが乱立している状況を受けて、洋楽サロン板とともに追加された。しかし、音楽サロン板の状況が変わっていないため、同じような内容が書き込まれている。

### 邦楽
正式名称は「邦楽＠２ちゃんねる掲示板」。デフォルト名無しの由来はサザンオールスターズの「いとしのエリー」から。
邦楽（ここでは日本のポピュラー音楽であるJ-POPを指し、「純邦楽」のことではない）の総合的な議論や情報を取り扱う。特定のアーティストに関する汎用的なスレや専門板があるアーティスト関連の話題は扱わない。現在活動中である邦楽アーティストの情報のうち、質問、売り上げ予想、フェス情報、プロデューサーやレーベル関係、作品の批評、ソロ活動をしていないメンバーなどの話題を取り扱う。それゆえ、邦楽関係の板の中では最も多様性に富んでいる。類似している板には邦楽サロン板があるが、こちらはアーティストのネタ雑談・妄想等を取り扱う。
邦楽グループ板・邦楽男性ソロ板・邦楽女性ソロ板の3板の分裂以後は、各ミュージシャンの「本スレ」がそちらへ移行したことにより、相対的に住人が減少した。

### 邦楽男性ソロ
現在ソロで活動している日本国内の男性アーティストの話題を扱う板である。
専門板のあるジャニーズ事務所のアーティストの話題は扱わない。
2005年5月8日に邦楽板から分裂・新設された。正式名称は「邦楽（ソロ男）＠2ch掲示板」。

### 邦楽女性ソロ
現在ソロで活動している日本国内の女性アーティストの話題を扱う板である。
専門板のある椎名林檎、鈴木あみ、浜崎あゆみ、モーニング娘。の話題は扱わない。
2005年5月8日に邦楽板から分裂・新設された。正式名称は「邦楽(ソロ女)＠2ch掲示板」。
音楽関係の板の中でも、最も荒れている板の1つで、アーティストによっては一時期50を超える誹謗中傷を目的としたスレッド(スレ)が立てられる事態が起こった。ZARDの坂井泉水の転落死が公表された2007年5月27日より、一気にZARDスレへの書き込みが増加し、『ZARD坂井泉水・転落死の真相』をはじめとするZARD関係のスレの乱立が目立った。

#### ローカルルール
- 1アーティストにつき1スレまで。
- 単発質問スレは禁止。
- 複数アーティストの対決、比較スレは禁止。
- アーティスト叩き、中傷目的でのスレ立て禁止。
- コテハン叩き、荒らし煽り行為は無視。

### 邦楽グループ
邦楽グループ板は邦楽のバンド、ユニットについての話題を扱う。
専門板のあるSMAPなどのジャニーズのグループやモーニング娘。の話題は扱わない。
2005年5月8日に邦楽板から分裂・新設された。正式名称は『邦楽（グループ）＠2ch掲示板』。
バンドやグループ等、ハロプロやジャニーズ、ヴィジュアル系を除くほとんどのグループについてのスレッドがあるため、音楽カテゴリの中では比較的スレが多い板。2007年7月現在701のスレがある（ちなみに最もスレが多いのは邦楽サロン板である）。

#### ローカルルール
- 1グループにつき1スレッドまで。
- 単発質問スレは禁止。
- 複数グループの対決・比較スレッドは禁止。
- グループの叩き・中傷目的で個別にスレッドを立てない。
- 固定叩き、荒らし煽り行為は完全無視。

### 懐メロ邦楽
懐メロと長期活動している邦楽ポップスや演歌などに関する話題を扱う板。

### 演歌
演歌に関する話題を扱う板。

### 洋楽サロン
洋楽サロン板は洋楽のネタや議論を主に扱う。正式名称は「音楽サロン洋楽(仮)＠2ch掲示板」。 

### 洋楽
洋楽板は主に洋楽全般の話題を扱う板。正式名称は「洋楽＠2ch掲示板」。
電子音楽、黒人音楽、クラシック、ワールドミュージック、ジャズなどは別に板が存在するため、この板での話題は主に国外のロック・ポップスミュージックである。その中でも割合知名度があり、売上も大きいアーティストを話題の中心としている。HR/HM板が存在するため、メタル系のバンドのスレッドは洋楽板にはほとんどない。

### 懐メロ洋楽
昔の洋楽に関する話題を扱う板。

### 音楽一般
全音楽系掲示板利用者の為の音楽議論と音楽に関する情報を取り扱っており、アーティストスレを全面禁止にしている。正式名称は「音楽一般＠2ch掲示板」。

### ビートルズ
ビートルズ関連およびオールディーズ(1969年以前にデビューした洋楽アーティスト)を扱う板。以前はビートルズのみを扱っていた。
正式名称は「ビートルズ、オールディーズ＠2ch掲示板」。
バナーはAAキャラクターたちがアビイ・ロードのパロディをやっている「アヒャーロード」である。

### ヴィジュサロン
ヴィジュアルサロン板は、ヴィジュアル系バンドに関する総合的な情報スレッド、バンドメンバーをネタにしたスレ、個別のバンドに対するアンチスレ、ライブの参加ノウハウ、演奏力やライブの評論スレなどを扱う。正式名称は「ヴィジュアルサロン＠2ch掲示板」。
設立当時の板名は「ヴィジュアル系板」。2005年より分裂。かつてはヴィジュアル板一板だったものが、板違いスレッドの乱立によりサーバー負担が増加したため分割された。

#### ローカルルール
- スレッドを立てる時は、広い話題で長く使えるようなタイトルを
- バンドの本スレはヴィジュアルバンド板へ設置する。
- 荒らし・煽りには反応せず『完全無視』する。

### ヴィジュバンド
ヴィジュアルバンド板はヴィジュアル系バンドの「本スレ」のみを扱う。メジャーの人気バンドだけでなく、インディーズの小規模なバンドのスレッドも多数立てられている。正式名称は「ヴィジュアルバンド＠2ch掲示板」。
- 2010年3月3日 - 韓国ドメインからの2ちゃんねるへのサイバーテロ事件によってdubaiサーバーのハードディスクが2台とも故障し、全てのログを消失。

### DJ・クラブ
DJ、クラブに関する話題を扱う板。

### ディスコ
ディスコに関する話題を扱う板。

### R&B・SOUL
リズム・アンド・ブルースやソウルミュージックに関する話題を扱う板。

### パンク
ハードコアやパンクやロカに関する話題を扱う板。

### HR・HM
HR/HM（ハードロックやヘヴィメタル）に関する話題を扱う板。
2005年に行われた第二回全板人気トーナメントでメタル板のみ、他板との交流を拒否しようとしていた者も多かった。因みに結果の方は1次予選24組で敗退（72票）。あからさまに住人のやる気がなかったのと、他板との交流を阻んだのが原因（人気トーナメントスレに削除依頼を出した者もいた）。第二回の3年後に行われている第三回全板人気トーナメントではその時の姿勢を改め、10板勝ち抜けの1次予選第2組を4位で通過し、その後も音楽繋がりを含めた他板と積極的に交流を続けている。

#### 板の歴史
ハードロック・ヘヴィメタル板のバナーは2002年頃までメタリカ、イングヴェイ・マルムスティーン、ジューダス・プリースト等のアルバムのジャケットのパロディや音楽雑誌「BURRN!」（BURRN!のロゴに見立て「2charrn!」と書かれたバナー）のパロディが使用されたが、現在はヴァン・ヘイレンの「1984」のパロディが使用されている。未使用のものではソナタ・アークティカも存在する。
- 2000年、洋楽板だけでは収拾が付かなかったため独立する。
- 2002年、「スカイラーク全部」ムーブメント発生。詳細はスカイラーク参照。
- 2004年1月頃、この頃からイタリアのバンド「ラプソディー」のスレッドが荒れ始める。数ヵ月後にはソナタ・アークティカ、ドラゴンフォース、キャメロットのスレまでもがAA荒らしの餌食になる。強制ID化後も数年は荒れ続けていた。
- 2004年12月8日、ダイムバッグ・ダレル死去。哀悼スレッドにレスが溢れ、多数のロゴが作成された。
- 2005年、ラプソディースレを中心としたメロスピ系バンドのAA荒らしや雑談固定による雑談スレの乱立を防ぐため、強制ID化。これにより以前よりは落ち着いたものの、住人が激減してしまう。
- 2005年9月、元ANTHEMのギタリスト福田洋也が自身のスレッドに降臨。
- 2010年5月、ロニー・ジェイムス・ディオ死去に伴い多数の追悼バナーが製作される。

### HIPHOP
ヒップホップやラップなどの黒人起源の音楽の話題を扱う板。

### TECHNO
テクノに関する話題を扱う板。

### プログレ
プログレ板はプログレッシブ・ロックに関する話題を扱う。正式名称はプログレ＠2ch掲示板。
他の音楽カテゴリの板と同じくプログレのバンドスレが大部分を占めるが、プログレという音楽の性質上アルバム単位で語られる事が多いためバンドとは別に作品ごと、または年代ごとにスレがたつ事も多い。また音楽として曖昧なジャンルでもあるため「○○はプログレ」というスレがたつ事もある。
名無しの由来はピンク・フロイドの代表曲である「あなたがここにいてほしい」から。板の看板はソフト・マシーンのアルバム「6」のジャケットのパロディである。2006年7月に元ピンク・フロイドのリーダーであったシド・バレットが死去した際には追悼としてシドの写真をあしらった物に代えられた。

### ヒーリング音楽
ヒーリング音楽やニューエイジ音楽に関する話題を扱う板。

### ワールド音楽
ワールドミュージック、民族音楽、大衆音楽、英・米・日以外のポピュラー音楽に関する話題を扱う板。

### レゲエ
レゲエなどのジャマイカンミュージックに関する話題を扱う板。

### ジャズ
ジャズに関する話題を扱う板。以前はジャズ・クラシック板という名称でクラシック音楽も扱っていた。

### フュージョン
フュージョンに関する話題を扱う板。

### クラシック
クラシック音楽に関する話題を扱う板。

### 現代音楽
現代音楽に関する話題を扱う板。

### エレクトロニカ
エレクトロニカやポストロックに関する話題を扱う板。

### 吹奏楽
吹奏楽に関する話題を扱う板。

### 合唱
合唱に関する話題を扱う板。名無しの由来は合唱曲『大地讃頌』より。

### 童謡・唱歌
童謡や唱歌に関する話題を扱う板。

### アニソン等
アニメ音楽、ゲーム音楽、特撮音楽、児童向けソングに関する話題を扱う板。デフォルト名無しの由来はアニソン歌手のささきいさおとコロムビアゆりかご会。正式名称は「アニソン＠2ch掲示板」。

#### ローカルルール
疑問が解決した後は話題が続かない質問内容のスレッド、ファイルUPや交換等の犯罪行為につながる話題、実況、ネトヲチ行為が禁止されている。

### サントラ
映画やドラマの音楽(サントラ)に関する話題を扱う板。

### カラオケ
カラオケに関する話題を扱う板。
動画サイトニコニコ動画の「歌ってみた」と呼ばれる歌唱動画で活躍する投稿者(歌い手と呼ばれている)がかつて書き込んでおり、中には書き込んでいたときの音源をアップロードしている者もいる 。

### 伝説の
伝説的なミュージシャンに関する話題を扱う板。
正式名称は「伝説のミュージシャン＠2ch掲示板」。

### インディーズ
インディーズやマイナーなミュージシャンに関する話題を扱う板。

### バンド
バンドの演奏や運営やライブ活動などに関する話題を扱う板。

### 楽器・作曲
楽器や音楽制作に関する情報交換をする板である。ギター、エフェクター、アンプに関するスレッドなどが立てられている。また、特定のメーカーに関するスレッドではファンとアンチが入り乱れており棲み分けはされていない。正式名称は「楽器、作曲＠2ch掲示板」である。
ローカルルールでは音楽の感想、バンド活動、DTM、鍵盤楽器に関する話題は板違いのため他の専門板で行うべきとされている。楽器、メーカー、アーティストごとに1スレッドが原則となっている。質問は新規スレッドを立てずに既存の質問スレッドの利用が推奨されている。

### 鍵盤楽器
ピアノなどの鍵盤楽器に関する話題を扱う板。正式名称は「鍵盤楽器（仮）＠2ch掲示板」である。

### 純邦楽
純邦楽に関する話題を扱う板。